# Cordia campestris
Cordia campestris là loài thực vật có hoa trong họ Mồ hôi. Loài này được Warm. mô tả khoa học đầu tiên năm 1867.